# 平林義雄
平林 義雄（ひらばやし よしお、1948年 - ）は、日本の化学者（機能生物化学・構造生物化学）。学位は薬学博士（静岡薬科大学・1979年）。
静岡薬科大学薬学部助手、静岡県立大学薬学部講師を経て、理化学研究所、独立行政法人理化学研究所で勤務し、国立研究開発法人理化学研究所脳科学総合研究センター神経膜機能研究チームヘッドなどを歴任した。

## 概要
機能生物化学、構造生物化学を専攻する生化学者である。世界で初めて神崎病を発見し、その原因がcr-N-アセチルガラクトサミン分解酵素の欠損が原因であることを明らかにした。また、G蛋白質共役受容体のクラスCグループ5メンバーBを世界で初めて発見し、それが二型糖尿病発症に関与していることを明らかにした。神経突起の行き先を制御する脂質の発見などでも知られている。静岡薬科大学、静岡県立大学などの教育機関で教鞭を執ったのち、理化学研究所での研究に従事した。

## 来歴

### 生い立ち
1948年（昭和23年）に群馬県にて生まれた。静岡県により設置・運営される静岡薬科大学に進学し、薬学部にて学んだ。薬学部においては、松本亮の主宰した生化学教室に在籍していた。1973年（昭和48年）に静岡薬科大学を卒業し、薬学士の称号を取得した。また、「ラット腹水肝癌細胞の糖脂質構造とその生合成――特に酸性糖脂質を中心として」と題した博士論文により、1979年（昭和54年）2月20日に静岡薬科大学から薬学博士の学位が授与されている。

### 化学者として
母校である静岡薬科大学に採用され、薬学部にて助手として勤務した。その後、新たに設立された静岡県立大学に異動し、薬学部の助手となった。のちに講師に昇任した。薬学部においては薬学科の講義を担当し、鈴木康夫の主宰する生化学教室に所属していた。
永井克孝から勧誘され、1990年（平成2年）に科学技術庁の特殊法人である理化学研究所に転じた。所内では当初は国際フロンティア研究システムに所属していたが、1997年（平成9年）10月に発足した脳科学総合研究センターでは、神経回路メカニズム研究グループのユニットリーダーとなった。のちに神経膜機能研究チームにてヘッドを務めた。脳科学総合研究センターは2018年（平成30年）に廃止されるが、それまで同職を務めていた。
その後は、理化学研究所の開拓研究本部にて、佐甲靖志の主宰する研究室の客員主幹研究員を兼任した。また、順天堂大学の大学院においては、医学研究科の客員教授を兼任した。

## 研究
専門は化学であり、特に機能生物化学、構造生物化学といった生化学に関する分野を研究していた。単クローン抗体を用いた超高感度分析法を開発し、従来の予想を覆し神経系のガングリオシドが100以上存在することを明らかにした。そして、新しいガングリオシドを多数発見した。また、ファブリー病に似た病状を示す患者の尿からオリゴ糖を精製して解析し、この病気が新しいムチン型糖蛋白質代謝異常症であることを世界で初めて発見した。そのうえで、cr-N-アセチルガラクトサミン分解酵素の欠損が原因であることを証明したうえで、この患者の第一発見者である神崎保に因んで「神崎病」と命名した。
また、G蛋白質共役受容体の研究で知られている。2008年（平成20年）にショウジョウバエよりG蛋白質共役受容体クラスCグループ5メンバーBを世界で初めて発見した。さらに、キム・ヨンジョンらとともに、脂肪細胞表面に局在するG蛋白質共役受容体クラスCグループ5メンバーBが肥満による二型糖尿病の発症に関与していることを発見した。さらにキム、グレイメル・ペーターらとともに、パルミチン酸存在下でG蛋白質共役受容体クラスCグループ5メンバーBとスフィンゴミエリン合成酵素2の相互作用がインスリン抵抗性を誘導することを解明した。また、上口裕之、青木淳賢、太田邦史らとともに、神経突起を分別し行き先を制御するリゾホスファチジルグルコシドを発見した。さらに、リゾホスファチジルグルコシドを感知するG蛋白質共役受容体の特定にも成功した。
これらの業績に対しては、いくつかの学術賞が授与されている。「シアル酸含有複合糖鎖構造の多様性と機能解析」の研究が評価され、1994年（平成6年）3月29日に日本薬学会より日本薬学会奨励賞を授与された。「セラミドグルコシルトランスフェラーゼ」の研究が評価され、1998年（平成10年）4月に科学技術庁より注目発明として市川進一とともに顕彰された。「糖脂質に対する新しいGPCR受容体と老化作用」の研究が評価され、2016年（平成28年）3月に安藤スポーツ・食文化振興財団より安藤百福賞第二十回記念特別奨励賞が授与された。

## 人物
研究倫理
「残念ながら科学界は、ほんの一部の人たちによる違反行為であるとは言え、“研究倫理の欠如”が厳しく問われています。研究の不正や捏造が相次げば、国民の期待を裏切るし、個人からの寄付など望むべくもありません」と危機感を顕にしたうえで「科学・教育の本質を忘れずその価値観を共有することの重要性が改めて問われている」としている。
趣味・嗜好
音楽を好み、特に学生時代よりジャズに親しむ。バンドではピアノを担当した。「ジャズ的に研究室を運営したい」と述べており、研究室のリーダーをバンドマスターに喩えている。そのうえで「ジャズというのは、カルテットやトリオとか、何人かのインタープレイで一つの音楽を奏でるもので、即興性が重んじられます。研究室も同じで、ピアニストを3人集めてもダメなんですね、違う分野の得意な人が集まらないと」と述べ、テンションノートが研究を推進させるとしている。

## 略歴
- 1948年 - 群馬県にて誕生[5]
- 1973年 - 静岡薬科大学薬学部卒業[4]。
- 1990年 - 理化学研究所入所[4]。

## 賞歴
- 1994年 - 日本薬学会奨励賞[14]。
- 1998年 - 注目発明[15]。
- 2016年 - 安藤百福賞第二十回記念特別奨励賞[16]。

## 著作

### 共著
- 岩瀬仁勇ほか共著『糖鎖の科学入門』培風館、1994年。ISBN 456304539X

### 編纂
- 五十嵐靖之ほか編『マイクロドメイン形成と細胞のシグナリング――スフィンゴ脂質の新しい生物機能』共立出版、2003年。ISBN 4320055985
- Y. Hirabayashi, Y. Igarashi and A. H. Merrill Jr. (eds.), Sphingolipid biology, Springer-Verlag, 2006. ISBN 4431341986

### 註釈
1. ↑  静岡薬科大学は、静岡女子大学、静岡女子短期大学と統合され、1987年に静岡県立大学が設置された。
2. ↑  科学技術庁は、文部省と統合され、2001年に文部科学省が設置された。
3. ↑  理化学研究所は、2003年に独立行政法人理化学研究所に改組された。

## 関連人物
- 太田邦史
- 鈴木康夫
- 永井克孝
- 松本亮 (薬学者)